# Mysateles garridoi
Capromys garridoi (хутія Ґаррідо) — вид гризунів родини хутієвих. Названий на честь Орландо Ґаррідо (Orlando H. Garrido), куратора Відділу зоології Національного музею природної історії Куби.

## Опис
Вид знаходиться в критичному стані, він не був помічений протягом останніх 30 років. Живе тільки на острові Кайо-Мая (Cayo Maja) поблизу Куби. Деревний; живе у заростях мангрових деревах.